# Casey (Vorname)
Casey ist ein sowohl weiblicher als auch männlicher Vorname. Er ist abgeleitet vom irisch-gälischen cathasaigh, das aufmerksam oder wachsam bedeutet.

## Namensträgerinnen
- Casey Berrier (* 1988), US-amerikanische Fußballspielerin
- Casey Dellacqua (* 1985), australische Tennisspielerin
- Casey Loyd (* 1989), US-amerikanische Fußballspielerin
- Casey McKinnon (* 1978), kanadische Schauspielerin
- Casey Wilson (* 1980), US-amerikanische Schauspielerin und Drehbuchautorin

## Namensträger
- Casey Abrams (* 1991), US-amerikanischer Sänger
- Casey Affleck (* 1975), US-amerikanischer Schauspieler und Regisseur
- Casey Cagle (* 1966), US-amerikanischer Politiker
- Casey Cizikas (* 1991), kanadischer Eishockeyspieler
- Casey Cott (* 1992), US-amerikanischer Schauspieler
- Casey Hampton (* 1977), US-amerikanischer American-Football-Spieler
- Casey Jacobsen (* 1981), US-amerikanischer Basketballspieler
- Casey Jennings (* 1975), US-amerikanischer Beachvolleyballspieler
- Casey Jones (1864–1900), US-amerikanischer Lokomotivführer
- Casey Kasem (1932–2014), US-amerikanischer Hörfunkmoderator
- Case Keenum (* 1988), US-amerikanischer American-Football-Spieler
- Casey McGehee (* 1982), US-amerikanischer Baseballspieler
- Casey Mears (* 1978), US-amerikanischer NASCAR-Rennfahrer
- Casey Neistat (* 1981), US-amerikanischer Filmregisseur, Filmproduzent und Webvideoproduzent
- Casey Powell (* 1976), US-amerikanischer Lacrosse-Spieler
- Casey Roberts (1901–1949), US-amerikanischer Schauspieler, Artdirektor und Szenenbildner
- Casey Stengel (1890–1975), US-amerikanischer Baseballspieler und -manager
- Casey Stoner (* 1985), australischer Motorradrennfahrer
- Casey Viator (1951–2013), US-amerikanischer Bodybuilder